# Ministero dell'interno (Finlandia)
Il Ministero dell'interno (SM, in finlandese: sisäministeriö, in svedese: inrikesministeriet) è uno dei dodici ministeri del Governo della Finlandia, responsabile di questioni relative alla sicurezza interna come antiterrorismo, polizia, servizi antincendio e di soccorso e controllo delle frontiere, così come i problemi di migrazione. Il ministero è guidato dal ministro dell'interno, Mari Rantanen dei Veri Finlandesi.
Il budget del Ministero dell'interno per il 2018 è stato di 1.463.996.000 euro. Il ministero impiega 190 persone.